# Плавильний котел

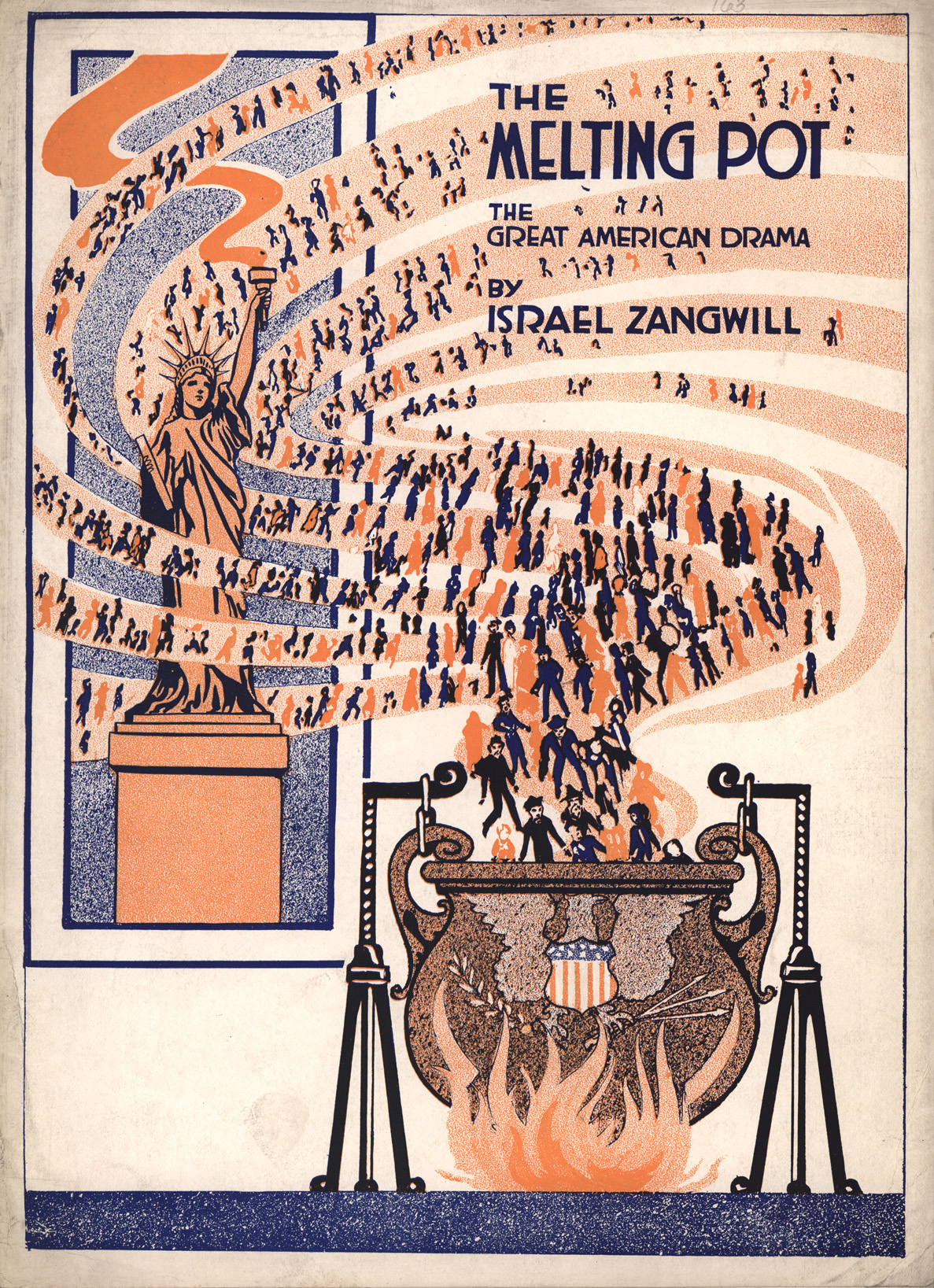
Образ Сполучених Штатів як плавильного котла популяризувала п'єса 1908 року Плавильний котел.

Плавильний котел (казан) — це монокультурна метафора на позначення гетерогенного (різнорідного) суспільства, яке стає більш гомогенним (однорідним), коли різні елементи "сплавляються" разом із загальною культурою; альтернативою є гомогенне суспільство, що стає більш гетерогенним через приплив здатних створювати дисгармонію в межах попередньої культури іноземних елементів з різним культурним походженням. Це також може призвести до створення гармонійного гібридного суспільства, відомого як "культурна амальгамація". Історично цей термін часто використовується для опису культурної інтеграції іммігрантів до Сполучених Штатів. Пов'язане з цим поняття було визначено як "культурна адитивність".
Метафора "melting-together" ("злиття воєдино") ввійшла у вжиток до 1780-х років. У загальний же вжиток точний термін "плавильний котел" увійшов в США після того, як був використаний в якості метафори для опису злиття національностей, культур та етносів в однойменній п'єсі 1908 року.
Бажаність асиміляції та модель плавильного котла відкидається прихильниками мультикультуралізму, які пропонують альтернативні метафори для опису сучасного американського суспільства, такі як "салатниця" або "калейдоскоп", де різні культури змішуються, але в деяких аспектах залишаються відмінними. "Плавильний котел" продовжує використовуватися як модель асиміляції в розмовному та політичному дискурсі поряд з більш інклюзивними моделями асиміляції в академічних дебатах про ідентичність, адаптацію та інтеграцію іммігрантів у різні політичні, соціальні та економічні сфери.

## Критика метафори
Ганс-Герман Хоппе у своїй книзі "Демокарія: повалений бог" (2001) спростовує цю метафору:
Всупереч популярним нині мультикультурним міфам, Америка аж ніяк не була культурним «плавильним котлом». Навпаки, заселення північноамериканського континенту підтвердило елементарне соціологічне положення про те, що всі людські суспільства є породженням родин і систем спорідненості, а отже, характеризуються високим ступенем внутрішньої однорідності, тобто, що «свої» зазвичай асоціюються з «чужими», дистанціюються і відокремлюються від «чужих». Так, наприклад, відповідно до цієї загальної тенденції, пуритани переважно селилися в Новій Англії, голландські кальвіністи — в Нью-Йорку, квакери — в Пенсильванії та південних частинах Нью-Джерсі, католики — в Меріленді, а англікани та французькі гугеноти — в південних колоніях. 